# Ирак на Светском првенству у атлетици на отвореном 2022.
Ирак је учествовао на 18. Светском првенству у атлетици на отвореном 2022. одржаном у Јуџину  од 15. до 25. јула једанаести пут. Репрезентацију Ирака представљао је један такмичар који се такмичио у трци на 100 метара., 
На овом првенству представник Ирака није освојио ниједну медаљу нити је остварио неки резултат.

## Учесници
Мушкарци:
- Hussein Ali al-Khafaji — 100 м

## Резултати

### Мушкарци
| Атлетичар              | Дисциплина | Лични рекорд | Предтакмичење | Предтакмичење | Квалификације | Квалификације | Полуфинале           | Полуфинале           | Финале               | Финале       | Детаљи |
| Атлетичар              | Дисциплина | Лични рекорд | Резултат      | Место         | Резултат      | Место         | Резултат             | Место                | Резултат             | Место        | Детаљи |
| ---------------------- | ---------- | ------------ | ------------- | ------------- | ------------- | ------------- | -------------------- | -------------------- | -------------------- | ------------ | ------ |
| Hussein Ali al-Khafaji | 100 м      | 10,32 НР     | 10,65 КВ      | 2. у гр. 3    | 10,55         | 7. у гр. 6    | Није се квалификовао | Није се квалификовао | Није се квалификовао | 49 / 67 (71) |        |